# Purcell, Oklahoma
Purcell är administrativ huvudort i McClain County i Oklahoma. Orten har fått sitt namn efter järnvägsdirektören E.B. Purcell. Enligt 2010 års folkräkning hade Purcell 5 884 invånare.